# UK Film Council

Das Logo der Anstalt

Der UK Film Council war eine britische Filmförderungsanstalt. Sie wurde im Jahr 2000 von der britischen Regierung (Kabinett Blair) gegründet.
Zum ersten Vorsitzenden (Chairman) des UKFC wurde im Jahr 2000 der in London geborene Regisseur, Drehbuchautor und Produzent Alan Parker ernannt. Ihm folgten die Filmproduzenten Stewart Till (2004–2009) und Tim Bevan (seit 2009).
Der Council war zuständig für alle staatlichen Filmfinanzierungen des Ministeriums für Kultur, Medien und Sport (DCMS). Er wurde wie ein privates Unternehmen geführt. Sein Ziel war es, die nationale Filmindustrie und Kultur des Landes zu entwickeln und zu fördern. Finanziert wurde der UK Film Council durch Einnahmen der National Lottery sowie durch staatliche Mittel. Von 2000 bis 2010 konnten so rund 900 Filme mit über 160 Millionen Pfund gefördert werden.
Im Juli 2010 beschloss die neue konservative Regierung von David Cameron die Auflösung des UK Film Council. Die staatliche Filmförderung sei nicht von der Schließung betroffen, Verwaltungsausgaben von rund 3 Millionen Pfund pro Jahr sollten so eingespart werden. Seit April 2011 übernimmt das British Film Institute den größten Teil der Aufgaben des UK Film Council.